# Игл Нест (Њу Мексико)
Игл Нест (енгл. Eagle Nest) град је у америчкој савезној држави Њу Мексико.

## Демографија
По попису из 2010. године број становника је 290, што је 16 (-5,2%) становника мање него 2000. године.
| Група             | 2000.       | 2010.       |
| Белци             | 246 (80,4%) | 224 (77,2%) |
| Афроамериканци    | 1 (0,3%)    | 0 (0,0%)    |
| Азијати           | 0 (0,0%)    | 3 (1,0%)    |
| Хиспаноамериканци | 39 (12,7%)  | 60 (20,7%)  |
| Укупно            | 306         | 290         |